# پریش آلما، نیوبرانزویک
پریش آلما، نیوبرانزویک (به انگلیسی: Alma Parish, New Brunswick) یک سکونتگاه مسکونی در کانادا است که در نیوبرانزویک واقع شده‌است.